# Костри
Костри (пол. Kostry) — село в Польщі, у гміні Мілянув Парчівського повіту Люблінського воєводства. Населення — 524 особи (2011).

## Історія
У часи входження до складу Російської імперії належало до Радинського повіту Сідлецької губернії.
За даними етнографічної експедиції 1869—1870 років під керівництвом Павла Чубинського, у селі здебільшого проживали греко-католики, усе населення розмовляло українською мовою.
У 1975—1998 роках село належало до Білопідляського воєводства.

## Демографія
Демографічна структура станом на 31 березня 2011 року:
|          | Загалом | Допрацездатний вік | Працездатний вік | Постпрацездатний вік |
| -------- | ------- | ------------------ | ---------------- | -------------------- |
| Чоловіки | 254     | 52                 | 171              | 31                   |
| Жінки    | 270     | 62                 | 152              | 56                   |
| Разом    | 524     | 114                | 323              | 87                   |